# Shadow of a Doubt
Shadow of a Doubt is een Amerikaanse film uit 1943 onder regie van Alfred Hitchcock. De film, waarin Teresa Wright en Joseph Cotten de hoofdrollen vertolken, zou de persoonlijke favoriete zijn van regisseur Hitchcock. De film werd genomineerd voor een Academy Award en werd in 1991 opgenomen in het National Film Registry.

## Verhaal
Charlotte "Charlie" Newton is een verveelde tiener die opgroeit in Santa Rosa. Ze is gefrustreerd dat er nooit iets gebeurt in haar saaie leven. Dan wordt ze op een dag met het nieuws verblijd dat haar oom Charlie Oakley een bezoek zal brengen.
Twee mannen verschijnen niet veel later voor haar deur. Ze beweren een fotograaf en journalist te zijn die een artikel schrijven over de gemiddelde Amerikaanse familie. Een van hen praat persoonlijk met Charlie en identificeert zichzelf als Detective Jack Graham. Hij informeert haar dat haar oom een van de twee verdachten is die gezien worden als de mogelijke seriemoordenaar met de bijnaam "Merry Widow Murderer". Deze moordenaar heeft een handelwijze om rijke weduwes te verleiden, te vermoorden en vervolgens te beroven.
In eerste instantie weigert Charlie te geloven dat haar oom wellicht deze beruchte moordenaar kan zijn. Ze merkt echter wel op dat hij vreemd reageert in sommige situaties. Zo zegt haar oom tijdens een familiediner dat hij rijke weduwes haat en ze van hem allemaal vermoord mogen worden.
Haar oom merkt al snel de verdenking van de jonge Charlie op. Hij confronteert haar en geeft toe de man te zijn waar de politie naar zoekt. Hij bedelt om haar hulp en zij biedt haar helpende hand aarzelend toe. Dit doet ze op voorwaarde dat hij snel zal vertrekken, zodat ze hiermee een verschrikkelijk schandaal vermijdt. Ze voelt zich schuldig, aangezien haar moeder de seriemoordenaar als haar idool ziet.
Op een gegeven moment komt het nieuws dat de tweede verdachte is vermoord, terwijl deze probeerde te vluchten voor de politie. Er wordt dan ook aangenomen dat deze de schuldige zou zijn. De familie wordt nu met rust gelaten en ook detective Graham vertrekt. Oom Charlie wordt echter bang dat zijn nicht de waarheid zal opbiechten. Wanneer zij bij een aantal ongelukken maar net aan de dood ontsnapt, zou dit ook wel in scène gezet kunnen zijn door haar oom.
Oom Charlie kondigt aan met de trein naar San Francisco te vertrekken. Eenmaal op de trein vertelt hij de jonge Charlie te zullen vermoorden wanneer de trein op vaart is. Ze probeert van hem te ontsnappen en duwt hem uiteindelijk op het spoor, waar een andere trein ondertussen nadert. Oom Charlie belandt onder de trein en overleeft het ongeluk niet. Op zijn begrafenis wordt hij als een held beschreven, maar de jonge Charlie geeft aan de detective toe dat hij een moordenaar was. Jack realiseert zich dat Charlie in een moeilijke situatie zat en vergeeft haar het feit dat ze informatie achterhield. Ze besluiten het allebei als geheim te bewaren.

## Rolverdeling
- Teresa Wright - Charlotte "Charlie" Newton (Jonge Charlie)
- Joseph Cotten - Charles Oakley (Oom Charlie)
- Henry Travers - Joseph Newton (Charlotte's vader)
- Patricia Collinge - Emma Newton (Charlotte's moeder en Charles' zus)
- Macdonald Carey - Detective Jack Graham
- Wallace Ford - Detective Fred Saunders
- Hume Cronyn - Herbie Hawkins (in zijn acteerdebuut)
- Alfred Hitchcock - Man in trein naar Santa Rosa die aan het kaarten is (cameo)

## Achtergrond

### Productie
Hitchcock wilde in eerste instantie William Powell voor de mannelijke en Joan Fontaine voor de vrouwelijke hoofdrol. Metro-Goldwyn-Mayer weigerde echter Powell uit te lenen en ook Fontaine was onbeschikbaar.
De film werd opgenomen in Santa Rosa. Hier speelt de film zich dan ook af. Het huis van de familie zou later worden gebruikt voor de opnames van de Disneyfilm Pollyanna (1960). De opnamen vonden plaats tussen juli en oktober 1942. De openingsscène vindt plaats in de wijk Central Ward in Newark, New Jersey.
De muziek van de film werd verzorgd door Dimitri Tiomkin. Het was zijn eerste samenwerking met Hitchcock. Later werkten de twee ook samen aan Strangers on a Train, I Confess en Dial M for Murder.

### Ontvangst
Bij uitgave werd de film door critici unaniem positief ontvangen. Bosley Crowther van de New York Times en Time noemden de film beide zeer goed. De film wordt vandaag de dag nog steeds beschouwd als een van Hitchcocks beste werken. Op Rotten Tomatoes scoort de film 100% aan goede beoordelingen.

### Bewerkingen
De film werd door Cecil B. DeMille bewerkt tot een hoorspel voor Lux Radio Theater.
In 1958 werd een remake van de film gemaakt getiteld Step Down to Terror (1958).

## Prijzen en nominaties
- Academy Award voor Beste Script - Genomineerd
- National Film Registry (1991)
- Outstanding Classic DVD (Satellite Awards) (2005)